# Metrosideros
Metrosideros (Banks ex Gaertn., 1788) è un genere di piante appartenenti alla famiglia delle Mirtacee, originario di Sudafrica, Cono Sud e Oceania. È l'unico genere della tribù Metrosidereae P.G.Wilson, 2005.

## Tassonomia
All'interno del genere Metrosideros sono incluse le seguenti 58 specie:
- Metrosideros albiflora Sol. ex Gaertn.
- Metrosideros angustifolia (L.) Sm.
- Metrosideros arfakensis Gibbs
- Metrosideros bartlettii J.W.Dawson
- Metrosideros boninensis (Hayata ex Koidz.) Tuyama
- Metrosideros brevistylis J.W.Dawson
- Metrosideros cacuminum J.W.Dawson
- Metrosideros carminea W.R.B.Oliv.
- Metrosideros cherrieri J.W.Dawson
- Metrosideros colensoi Hook.f.
- Metrosideros collina (J.R.Forst. & G.Forst.) A.Gray
- Metrosideros cordata (C.T.White & W.D.Francis) J.W.Dawson
- Metrosideros diffusa (G.Forst.) Sm.
- Metrosideros dolichandra Schltr. ex Guillaumin
- Metrosideros elegans (Montrouz.) Beauvis.
- Metrosideros engleriana Schltr.
- Metrosideros excelsa Sol. ex Gaertn.
- Metrosideros fulgens Sol. ex Gaertn.
- Metrosideros gregoryi Christoph.
- Metrosideros halconensis (Merr.) J.W.Dawson
- Metrosideros humboldtiana Guillaumin
- Metrosideros kermadecensis W.R.B.Oliv.
- Metrosideros laurifolia Brongn. & Gris
- Metrosideros longipetiolata J.W.Dawson
- Metrosideros macropus Hook. & Arn.
- Metrosideros microphylla (Schltr.) J.W.Dawson
- Metrosideros nervulosa C.Moore & F.Muell.
- Metrosideros nitida Brongn. & Gris
- Metrosideros ochrantha A.C.Sm.
- Metrosideros operculata Labill.
- Metrosideros oreomyrtus Däniker
- Metrosideros ovata (C.T.White) J.W.Dawson
- Metrosideros paniensis J.W.Dawson
- Metrosideros parallelinervis C.T.White
- Metrosideros parkinsonii Buchanan
- Metrosideros patens J.W.Dawson
- Metrosideros perforata (J.R.Forst. & G.Forst.) A.Rich.
- Metrosideros polymorpha Gaudich.
- Metrosideros porphyrea Schltr.
- Metrosideros punctata J.W.Dawson
- Metrosideros ramiflora Lauterb.
- Metrosideros regelii F.Muell.
- Metrosideros robustaA.Cunn.
- Metrosideros rotundifolia J.W.Dawson
- Metrosideros rugosa A.Gray
- Metrosideros salomonensis C.T.White
- Metrosideros sclerocarpa J.W.Dawson
- Metrosideros stipularis (Hook. & Arn.) Hook.f.
- Metrosideros × subtomentosa Carse
- Metrosideros tabwemasanaensis Pillon
- Metrosideros tardiflora (J.W.Dawson) Pillon
- Metrosideros tetragyna J.W.Dawson
- Metrosideros tetrasticha Guillaumin
- Metrosideros tremuloides (A.Heller) Rock
- Metrosideros umbellata Cav.
- Metrosideros vitiensis (A.Gray) Pillon
- Metrosideros waialealae (Rock) Rock
- Metrosideros whitakeri J.W.Dawson
- Metrosideros whiteana J.W.Dawson